# Quartetto per archi n. 5 (Šostakovič)
Il Quartetto per archi n. 5 in si bemolle maggiore, Op. 92, fu composto nell'autunno del 1952 da Dmitrij Dmitrievič Šostakovič. Fu presentato in anteprima a Leningrado nel novembre del 1953 dal Quartetto Beethoven, a cui è dedicato.

## Struttura
Consiste di tre movimenti, eseguiti senza interruzioni:
- Allegro non troppo —
- Andante — Andantino — Andante — Andantino — Andante —
- Moderato — Allegretto — Andante

Il tempo di esecuzione è di circa 30 minuti.
Il lavoro nasce da un motivo a cinque note, Do–Re–Mi bemolle–Si–Do diesis, che contiene le quattro classi di tonalità del monogramma musicale del compositore: DSCH (E bemolle (italiano Mi) è Es e B (italiano Si) è H in Tedesco). Questo motivo appare in un certo numero di altri suoi quartetti per archi, incluso il Quartetto per archi n. 8, così come anche nella sua Sinfonia n. 10.